# Маркиз де Лас-Навас

Герб муниципалитета Лас-Навас-дель-Маркес, провинция Авила, автономное сообщество Кастилия-Леон

Маркиз де лас Навас — испанский дворянский титул. Он был создан в 1533 году королем Испании Карлосом I для Педро Давилы и Суньиги, сеньора де лас Навас, 3-го графа дель-Риско (1492—1567).
Маркизатом владели роды Давила (1533—1645), Корелья (1645—1648), лос Бенавидес (1648—1805), а с 1805 года по настоящее время — дом Мединасели.
Название титула происходит от названия муниципалитета Лас-Навас-дель-Маркес, провинция Авила, автономное сообщество Кастилия-Леон.

## Маркизы де лас Навас
|                                                      | Титул | Период                                               |
| Креация создана в 1533 году королем Испании Карлом I | Креация создана в 1533 году королем Испании Карлом I | Креация создана в 1533 году королем Испании Карлом I |
| ---------------------------------------------------- | --- | ---------------------------------------------------- |
| I                                                    | Педро Давила и Суньига (1492—1567), сын Эстебана Давилы и Толедо, 2-го графа де Риско (?-1504), и Эльвиры де Суньиги | 1533-1567                                            |
| II                                                   | Педро Давила и Кордоба (?-1579), старший сын предыдущего и Марии Энрикес де Кордовы (1497—1560) | 1567-1579                                            |
| III                                                  | Педро Эстебан Давила (1560—1623), старший сын предыдущего и Херонимы Энрикес де Гусман | 1579-1623                                            |
| IV                                                   | Антонио Давила Манрике (?-1638), старший сын предыдущего и Хуаны Манрике | 1623-1638                                            |
| V                                                    | Педро Эстебан Давила Манрике (?-1639), младший брат предыдущего | 1638-1639                                            |
| VI                                                   | Херонима Давила и Манрике (?-1645), сестра предыдущего, единственная дочь 3-го маркиза де Лас-Навас | 1639-1645                                            |
| VII                                                  | Антония де Корелья и Давила (1619—1648), старшая дочь предыдущей и Херонимо Руиса де Корельи, 9-го графа де Косентайна (?-1623)                                                                                            | 1645-1648                                            |
| VIII                                                 | Педро де Бенавидес Давила и Корелья (1642—1659), старший сын предыдущей и Диего де Бенавидеса и Базана, 8-го графа де Сантистебан-дель-Пуэрто (1607—1666)                                                                  | 1648-1659                                            |
| IX                                                   | Франсиско де Бенавидес Давила и Корелья (ок. 1645—1716), младший брат предыдущего | 1659-1716                                            |
| X                                                    | Мануэль де Бенавидес и Арагон (1683—1748), сын предыдущего и Франсиски Хосефы де Арагон Фернандес де Кордовы и Сандоваль (1647—1697)                                                                                       | 1716-1748                                            |
| XI                                                   | Антонио де Бенавидес и де ла Куэва (1714—1782), единственный сын предыдущего и Аны Каталины де ла Куэвы и Ариас де Сааведры, 9-й графини дель-Кастельяр (1684—1752)                                                        | 1748-1782                                            |
| XII                                                  | Хоакина Мария де Бенавидес и Пачеко (1746—1805), старшая дочь предыдущего и Марии де ла Портерии Пачеко Тельес-Хирон (1731—1754)                                                                                           | 1782-1805                                            |
| XIII                                                 | Луис Хоакин Фернандес де Кордова-Фигероа (1780—1840), старший сын предыдущей и Луиса Марии Фернандеса де Кордовы и Гонзаги, 13-го герцога де Мединасели (1749—1806)                                                        | 1805-1840                                            |
| XIV                                                  | Луис (Томас де Вильянуэва) Фернандес де Кордова-Фигероа и Понсе де Леон (1813—1873), старший сын предыдущего и Марии де ла Консепсьон Понсе де Леон и Карвахаль (1783—1856)                                                | 1840-1873                                            |
| XV                                                   | Луис (Мария де Константинопла) Фернандес де Кордова-Фигероа де ла Серда и Перес де Баррадас (1851—1879), старший сын предыдущего и Анхелы Аполонии Перес де Баррадас и Бернуй, 1-й герцогини де Дения и Тарифа (1827—1903) | 1873-1879                                            |
| XVI                                                  | Луис Хесус Фернандес де Кордова и Салаберт (1880—1956), единственный сын предыдущего и Касильды Ремигии де Салаберт и Артеага, 9-й маркизы де ла Торресилья (1858—1936)                                                    | 1880-1956                                            |
| XVII                                                 | Виктория Евгения Фернандес де Кордова и Фернандес де Энестроса (1917—2013), старшая дочь предыдущего и Аны Марии Фернандес де Энестросы и Гайосо де лос Кобос (1879—1938)                                                  | 1956-2013                                            |
| XVIII                                                | Виктория Елизавета фон Гогенлоэ-Лангенбург и Шмидт-Полекс (род. 1997), дочь Марко фон Гогенлоэ-Лангенбурга и де Медины, 19-го герцога де Мединасели (1962—2016), и Сандры Шмидт-Полекс (род. 1968)                         | 2018 — настоящее время                               |